# Leistungswettbewerb des Deutschen Handwerks
Der Leistungswettbewerb des Deutschen Handwerks (PLW – Profis leisten was) wird jährlich von den Handwerkskammern und dem Zentralverband des deutschen Handwerks veranstaltet. Aus jedem der 150 Handwerksberufe dürfen diejenigen Handwerker, die ihre Gesellenprüfung im vorhergehenden Ausbildungsjahr als Klassenbeste bestanden haben, teilnehmen. Die Kammersieger nehmen dann am Leistungswettbewerb auf Länderebene und die Landessieger am Leistungswettbewerb auf Bundesebene teil. Traditionell hat der Bundespräsident die Schirmherrschaft über den Leistungswettbewerb inne. Nach Angaben des ZDH nehmen jährlich rund 3000 Junggesellen am Leistungswettbewerb teil.

## Geschichte
Der Leistungswettbewerb wird seit 1951 ausgetragen. Bis zum Jahr 2007 trug er den Namen „Praktischer Leistungswettbewerb der Handwerksjugend (PLW)“. Die Idee eines Wettkampfes zwischen den verschiedenen Handwerken geht auf den Reichsberufswettkampf zurück, der in der Zeit von 1934 bis 1939 veranstaltet wurde. Seit 1988 wird zusätzlich zum Leistungswettbewerb der Gestaltungswettbewerb „Die Gute Form im Handwerk – Handwerker gestalten“ ausgetragen.